# 1718
1718 (MDCCXVIII) je bilo navadno leto, ki se je po gregorijanskem koledarju začelo na soboto, po 11 dni počasnejšem julijanskem koledarju pa na torek.

## Dogodki
- 21. julij - Osmansko cesarstvo, Habsburška monarhija in Beneška republika podpišejo Požarevski mir
  - ustanovljena  Kraljevina Srbija, ukinjena leta 1739

## Rojstva
- 7. april - Hugh Blair, škotski razsvetljenski filozof, pisatelj in retorik († 1800)
- 16. maj - Maria Gaetana Agnesi, italijanska matematičarka, filozofinja, jezikoslovka († 1799)
- 31. julij - John Canton, angleški fizik († 1772)
- 23. november - Antoine Darquier de Pellepoix, francoski astronom († 1802)

## Smrti
- 21. april - Philippe de La Hire, francoski matematik, astronom, fizik, naravoslovec, slikar (* 1640)

Neznan datum
- Devlet II. Geraj, kan Krimskega kanata (* 1648)